# Iodeto de prata
O iodeto de prata (AgI) é um composto químico usado em fotografia e como um anti-séptico na medicina. O iodeto de prata é altamente insolúvel em água e tem uma estrutura cristalina similar ao gelo, permitindo a ele a induzir a solidificação (nucleação heterogênea) na semeadura de nuvens para o propósito da fabricação de chuva.
A estrutura cristalina adotada pelo iodeto de prata muda com a temperatura. As fases seguintes são conhecidas:
- Abaixo de 147 °C, o AgI existe na fase β, que tem uma estrutura semelhante a da wurtzita.
- Acima de 147 °C, o AgI sofre uma transição para a fase α, que tem uma estrutura de corpo centrada e tem íons de prata distribuídas que variam nas camadas coordenadas 2, 3 e 4.
- Uma fase γ também existe abaixo de 147 °C, que tem uma estrutura cristalina semelhante a Blenda.